# St. Nikolaus (Sollngriesbach)

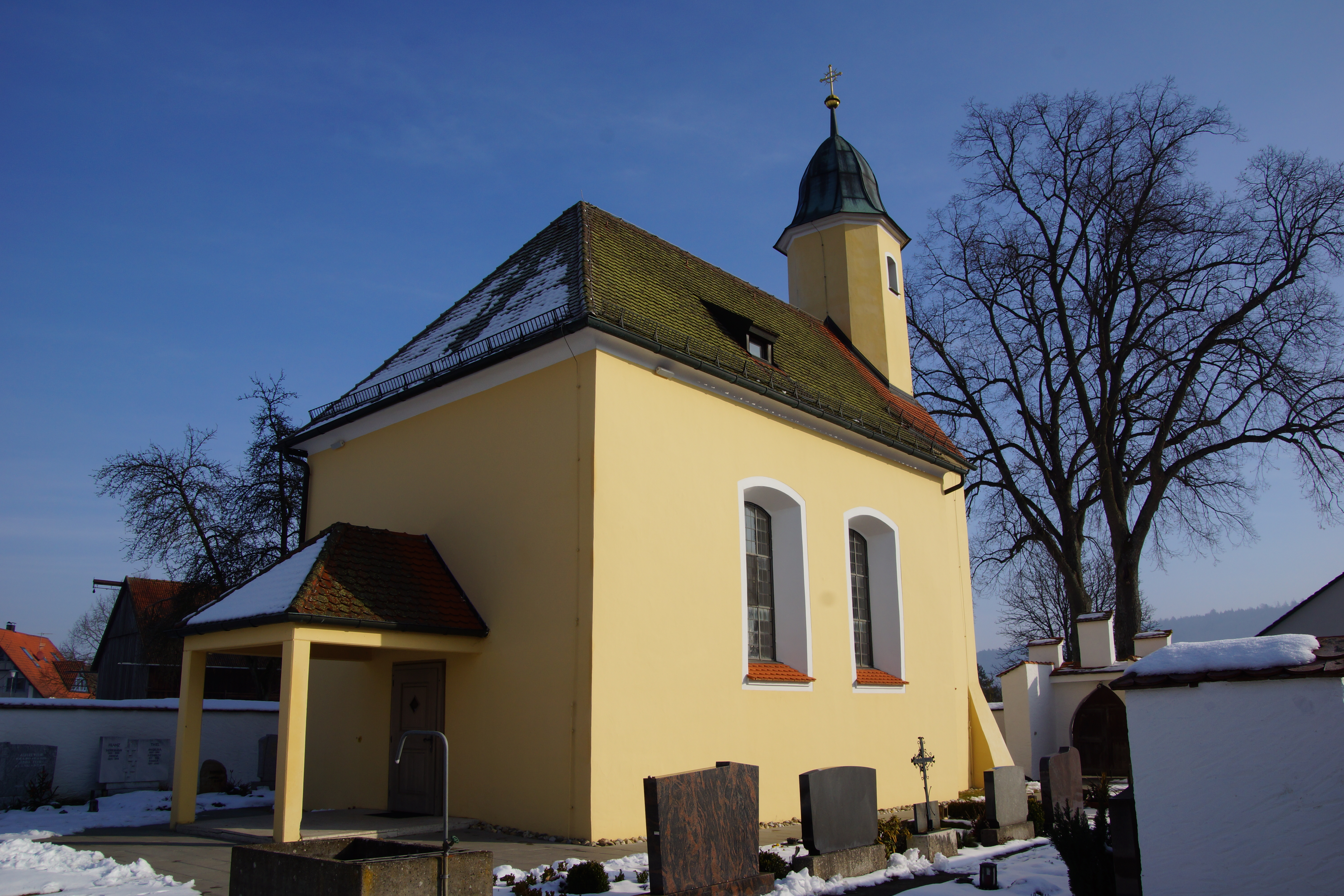
St. Nikolaus (Sollngriesbach)

Die römisch-katholische, denkmalgeschützte Filialkirche St. Nikolaus steht in Sollngriesbach, einem Gemeindeteil der Stadt Berching im Landkreis Neumarkt in der Oberpfalz. Die Kirche gehört zum Bistum Eichstätt. Das Bauwerk ist unter der Denkmalnummer D-3-73-112-188 als Baudenkmal in die Bayerische Denkmalliste eingetragen.

## Beschreibung
Die Saalkirche ist im Kern romanisch. Sie besteht aus einem Langhaus und einem quadratischen Chorturm im Osten, dessen Satteldach im 17. Jahrhundert ein achteckiger Dachreiter aufgesetzt wurde. Dieser beherbergt den Glockenstuhl, in dem zwei Kirchenglocken hängen. Er ist mit einer Glockenhaube bedeckt.
Der Innenraum des Langhauses ist mit einer Flachdecke überspannt, der des Chors, d. h. der des Erdgeschosses des Chorturms, mit einem Kreuzgratgewölbe. Zur Kirchenausstattung gehört ein Hochaltar aus der Mitte des 18. Jahrhunderts, auf dessen Altarretabel der hl. Nikolaus dargestellt ist.